# 本一色
本一色（ほんいっしき）は、東京都江戸川区北部の地名・町名。住居表示実施済み。現行行政地名は本一色一丁目から本一色三丁目。

## 地域
隣接する地域は北は上一色一丁目、東は興宮町、南は松本一丁目および中央四丁目、西は葛飾区新小岩三・四丁目。
江戸川区北端部に位置し、地区の西辺をもって江戸川区－葛飾区境を成す。地区の東辺を環七通りと接し、南辺の一部を千葉街道で画す。

## 地価
住宅地の地価は、2025年（令和7年）1月1日の公示地価によれば、本一色1-2-9の地点で36万5000円/m2、本一色3-19-4の地点で34万9000円/m2となっている。

## 歴史

### 地名の由来
旧来の「本一色村」に由来。

### 成立
昭和7年（1932年）の江戸川区成立時に本一色町（丁目なし）として成立。昭和61年（1986年）住居表示が実施され、本一色一・二・三丁目となった。住居表示実施に際し周囲の町との境界線の調整は行われているが、おおむね従前の町名・町界を踏襲している。
なお、住居表示後の町名の読み方は「ほんいっしき」を正式とするが、かつては「もといっしき」とも読んだ。『角川日本地名大辞典 東京都』（1978年発刊）は「もといっしきちょう」を見出し語として、「ほんいっしき」の読みも併記している。

## 世帯数と人口
2025年（令和7年）1月1日現在（江戸川区発表）の世帯数と人口は以下の通りである。
| 丁目         | 世帯数    | 人口     |
| ------------ | --------- | -------- |
| 本一色一丁目 | 2,531世帯 | 4,965人  |
| 本一色二丁目 | 1,046世帯 | 2,139人  |
| 本一色三丁目 | 1,880世帯 | 3,572人  |
| 計           | 5,457世帯 | 10,676人 |

### 人口の変遷
国勢調査による人口の推移。
| 年                 | 人口   |
| ------------------ | ------ |
| 1995年（平成7年）  | 9,975  |
| 2000年（平成12年） | 10,455 |
| 2005年（平成17年） | 10,605 |
| 2010年（平成22年） | 10,919 |
| 2015年（平成27年） | 10,601 |
| 2020年（令和2年）  | 10,990 |

### 世帯数の変遷
国勢調査による世帯数の推移。
| 年                 | 世帯数 |
| ------------------ | ------ |
| 1995年（平成7年）  | 3,929  |
| 2000年（平成12年） | 4,219  |
| 2005年（平成17年） | 4,393  |
| 2010年（平成22年） | 4,672  |
| 2015年（平成27年） | 4,609  |
| 2020年（令和2年）  | 4,988  |

## 学区
区立小・中学校に通う場合、学区は以下の通りとなる(2023年4月時点)。なお、江戸川区では学校選択制度を導入しており、区内全域から選択することが可能。。
| 丁目         | 番地              | 小学校                   | 中学校                 |
| ------------ | ----------------- | ------------------------ | ---------------------- |
| 本一色一丁目 | 1〜22番 25〜30番  | 江戸川区立本一色小学校   | 江戸川区立上一色中学校 |
| 本一色一丁目 | 23〜24番 31〜34番 | 江戸川区立本一色小学校   | 江戸川区立鹿本中学校   |
| 本一色二丁目 | 全域              | 江戸川区立本一色小学校   | 江戸川区立鹿本中学校   |
| 本一色三丁目 | 1〜4番 13〜25番   | 江戸川区立本一色小学校   | 江戸川区立上一色中学校 |
| 本一色三丁目 | 5〜12番 26〜42番  | 江戸川区立上一色南小学校 | 江戸川区立上一色中学校 |

## 事業所
2021年（令和3年）現在の経済センサス調査による事業所数と従業員数は以下の通りである。
| 丁目         | 事業所数  | 従業員数 |
| ------------ | --------- | -------- |
| 本一色一丁目 | 95事業所  | 803人    |
| 本一色二丁目 | 81事業所  | 1,051人  |
| 本一色三丁目 | 76事業所  | 866人    |
| 計           | 252事業所 | 2,720人  |

### 事業者数の変遷
経済センサスによる事業所数の推移。
| 年                 | 事業者数 |
| ------------------ | -------- |
| 2016年（平成28年） | 254      |
| 2021年（令和3年）  | 252      |

### 従業員数の変遷
経済センサスによる従業員数の推移。
| 年                 | 従業員数 |
| ------------------ | -------- |
| 2016年（平成28年） | 2,055    |
| 2021年（令和3年）  | 2,720    |

## 交通

### 公共交通
鉄道
本一色の町域内に鉄道駅は存在しない。しかし隣接する新小岩に1路線1駅が所在することから、地域住民の鉄道交通機関の利用に困難は少ない。以下に最寄り駅を紹介する。
- 東日本旅客鉄道（JR東日本）
  - 総武線　：　新小岩駅（葛飾区新小岩）

路線バス
バスにより小岩駅、新小岩駅、亀戸駅、錦糸町駅、篠崎駅、瑞江駅、一之江駅、船堀駅、葛西駅、葛西臨海公園駅、舞浜駅、青砥駅、亀有駅などとの連絡がある。
- 都営バス
  - 新小20 ： 東新小岩四丁目～新小岩駅北口～上一色～鹿本中学校～一之江駅（京成タウンバスと共同運行）
  - 新小29 ： 東新小岩四丁目～新小岩駅北口～菅原橋～松江～一之江駅～葛西駅

- - 新小29-2 ： 東新小岩四丁目～新小岩駅北口～菅原橋～松江～一之江駅～葛西駅～東京臨海病院
  - 錦27 ： 小岩駅～鹿本中学校～菅原橋～江戸川区役所～小松川三丁目～亀戸駅通り～錦糸町駅
  - 錦27 ： 小岩駅～鹿本中学校～菅原橋～江戸川区役所～船堀駅

- 京成バス
  - SS07（急行・シャトルセブン） ： 小岩駅～一之江駅～葛西駅～葛西臨海公園駅～東京ディズニーリゾート
  - SS08（急行・シャトルセブン） ： 亀有駅～青砥駅東交差点～一之江駅～葛西駅～葛西臨海公園駅～東京ディズニーリゾート
  - 新小20（京成タウンバス） ： 東新小岩三丁目～新小岩駅北口～上一色～鹿本中学校～一之江駅（都営バスと共同運行）
  - 新小71 ： 新小岩駅～菅原橋～鹿骨～篠崎駅～江戸川スポーツランド／瑞江駅
  - 小74（京成タウンバス） ： 小岩駅～タウン車庫／菅原橋～江戸川区役所～小松川警察署

### 道路・橋梁
道路
- 国道14号（千葉街道）
- 東京都道318号環状七号線（環七通り）

橋梁
- 松本連続陸橋（環七通り）

## 施設
教育
- 江戸川区立本一色小学校
- 江戸川区立上一色南小学校
- 東京都立小岩高等学校
- 東京都立鹿本学園

## 史跡
- 光照寺
- 天祖神社
- 菅原（北野）神社

## その他

### 日本郵便
- 郵便番号 : 133-0044[3]（集配局 : 小岩郵便局[16]）。